# Carlos Saavedra Lamas
Carlos Saavedra Lamas (Buenos Aires, 1 november 1878 – aldaar, 5 mei 1959) was een Argentijns academicus en politicus, die in 1936 de Nobelprijs voor de Vrede won. Daarmee was hij de eerste Latijns-Amerikaan die de prijs won.

## Biografie
Saavedra werd geboren in de Argentijnse aristocratie. Hij studeerde rechten aan de Universiteit van Buenos Aires. Na zijn doctoraat te hebben gehaald begon hij een carrière als leraar in rechten en sociologie aan de Universidad Nacional de La Plata. Daarna werd hij professor aan de universiteit van Buenos Aires.
Saavedra publiceerde enkele grote werken over het arbeidsrecht. Hij legde de nadruk op de noodzaak voor een universeel erkende doctrine over arbeidswetgeving. Enkele van zijn belangrijkste werken op dit gebied zijn Centro de legislacíon social y del trabajo (1927), Traités internationaux de type social (1924), en de National Code of Labour Law (Código nacional del trabajo, 1933). Hij was betrokken bij de eerste jaren van de Internationale Arbeidsorganisatie, en veel van zijn werk werd later als basis gebruikt voor de arbeidswetten van Argentinië.
Zijn politieke carrière begon in 1906 via een opeenvolging van steeds belangrijkere posities. Zo zat hij gedurende twee termijnen in het Argentijnse parlement, beginnend in 1908. Zijn interesses binnen het parlement waren vooral buitenlandse zaken. In 1915 werd hij Minister van Strafrecht en Educatie.
Van 1932 tot 1938 was Saavedra Minister van Buitenlandse zaken. Tijdens deze periode zorgde hij voor een verdrag dat een einde maakte aan de Chaco-oorlog tussen Paraguay en Bolivia. Tevens zorgde hij voor verdragen tussen verschillende Zuid-Amerikaans en Europese landen. Het bekendste van deze verdragen was het innovatieve Zuid-Amerikaanse anti-oorlogsverdrag. Voor dit werk kreeg hij de Nobelprijs van de Vrede.
In 1936 werd Saavedra verkozen tot president van de Algemene Vergadering (Assemblee) van de Volkenbond. Hij bleef voorzitter tot het daaropvolgende jaar.
Van 1941 tot 1943 was Saavedra president van de Universiteit van Buenos Aires. Tot 1946 was hij professor aan deze universiteit.

## Persoonlijk
Hij was getrouwd met de dochter van oud-president Roque Sáenz Peña.

## Trivia
De bij de Nobelprijs horende medaille werd in 2013 teruggevonden in een pandjeshuis te Buenos Aires, en in maart 2014 geveild in Baltimore. Een onbekend gebleven Aziatische verzamelaar legde er 1,16 miljoen US dollar voor neer.
- Biblioteca Nacional de España: XX1262080
- Bibliothèque nationale de France: cb170800374 (data)
- Gemeinsame Normdatei: 129415103
- International Standard Name Identifier: 0000 0000 8194 5014
- Library of Congress Control Number: n88001512
- Nationale Bibliotheek van Tsjechië: xx0236121
- Nationale Bibliotheek van Israël: 987007354703605171
- Nederlandse Thesaurus van Auteursnamen: 364383305
- SNAC: w6bc6mw3
- Système universitaire de documentation: 10794698X
- Virtual International Authority File: 3551839
- WorldCat: E39PBJjxyp8XFDGywbHPF9yWXd

1901: Dunant, Passy ·
1902: Ducommun, Gobat ·
1903: Cremer ·
1904: Institut de Droit International ·
1905: Von Suttner ·
1906: Roosevelt ·
1907: Moneta, Renault ·
1908: Arnoldson, Bajer ·
1909: Beernaert, Balluet d'Estournelles de Constant ·
1910: IPB ·
1911: Asser, Fried ·
1912: Root ·
1913: La Fontaine ·
1917: ICRC ·
1919: Wilson ·
1920: Bourgeois ·
1921: Branting, Lange ·
1922: Nansen ·
1925: Chamberlain, Dawes ·
1926: Briand, Stresemann ·
1927: Buisson, Quidde ·
1929: Kellogg ·
1930: Söderblom ·
1931: Addams, Butler ·
1933: Angell ·
1934: Henderson ·
1935: Von Ossietzky ·
1936: Lamas ·
1937: Cecil ·
1938: Office international Nansen pour les réfugiés ·
1944: ICRC ·
1945: Hull ·
1946: Balch, Mott ·
1947: Friends Service Council, American Friends Service Committee ·
1949: Orr ·
1950: Bunche ·
1951: Jouhaux ·
1952: Schweitzer ·
1953: Marshall ·
1954: Hoog Commissariaat voor de Vluchtelingen (UNHCR) ·
1957: Pearson ·
1958: Pire ·
1959: Noel-Baker ·
1960: Luthuli ·
1961: Hammarskjöld ·
1962: Pauling ·
1963: ICRC, IFRC ·
1964: King ·
1965: UNICEF ·
1968: Cassin ·
1969: Internationale Arbeidsorganisatie ·
1970: Borlaug ·
1971: Brandt ·
1973: Kissinger, Lê Đức Thọ ·
1974: MacBride, Satō ·
1975: Sacharov ·
1976: Williams, Corrigan ·
1977: Amnesty International ·
1978: Sadat, Begin ·
1979: Moeder Teresa ·
1980: Esquivel ·
1981: Hoog Commissariaat voor de Vluchtelingen (UNHCR) ·
1982: Myrdal, Robles ·
1983: Wałęsa ·
1984: Tutu ·
1985: IPPNW ·
1986: Wiesel ·
1987: Arias ·
1988: VN-vredesmacht ·
1989: Gyatso ·
1990: Gorbatsjov ·
1991: Suu Kyi ·
1992: Menchú ·
1993: Mandela, De Klerk ·
1994: Arafat, Peres, Rabin ·
1995: Rotblat, Pugwash Conferences on Science and World Affairs ·
1996: Ximenes Belo, Ramos-Horta ·
1997: ICBL, Williams ·
1998: Hume, Trimble ·
1999: AzG ·
2000: Dae-jung ·
2001: VN, Annan ·
2002: Carter ·
2003: Ebadi ·
2004: Maathai ·
2005: IAEA, El-Baradei ·
2006: Grameen Bank, Yunus ·
2007: Gore, IPCC ·
2008: Ahtisaari ·
2009: Obama ·
2010: Liu ·
2011: Johnson Sirleaf, Gbowee, Karman ·
2012: Europese Unie ·
2013: OPCW ·
2014: Satyarthi, Yousafzai ·
2015: Kwartet voor Nationale Dialoog in Tunesië ·
2016: Santos ·
2017: ICAN ·
2018: Mukwege, Murad Basee ·
2019: Ahmed ·
2020: Wereldvoedselprogramma ·
2021: Ressa, Moeratov ·
2022: Bjaljazki, Memorial, Centrum voor Burgerlijke Vrijheden ·
2023: Mohammadi ·
2024: Nihon Hidankyo
1. ↑  Het Parool 28 maart 2014